# София Елизабет фон Вид
София Елизабет фон Вид (на немски: Sophia Elizabeth zu Wied; * 8 ноември 1651; † 10 март 1673) е графиня от „горното графство“ Вид и чрез женитба графиня на Сайн-Витгенщайн-Берлебург.

## Произход
Тя е четвъртата дъщеря на граф Фридрих III фон Вид (1618 – 1698) и първата му съпруга графиня Мария Юлиана фон Лайнинген-Вестербург (1616 – 1657), вдовица на граф Филип Лудвиг фон Лайнинген-Вестербург (1617 – 1637), дъщеря на граф Райнхард III фон Лайнинген-Вестербург (1574 – 1655) и Анна фон Золмс-Лих (1575 – 1634). Баща ѝ Фридрих III фон Вид се жени втори път на 20 октомври 1663 г. за графиня Филипина Сабина фон Хоенлое-Шилингсфюрст (1620 – 1681).
София Елизабет фон Вид умира на 10 март 1673 г. на 21 години.

## Фамилия
София Елизабет се омъжва на 13 ноември 1669 г. за граф Георг Вилхелм фон Сайн-Витгенщайн-Берлебург (1636 – 1684). Тя е втората му съпруга. Те имат децата:
- Фридрих Георг (1671 – 1671)
- София Елизабет (1672 – 1672)
- София Елизабет (1673 – 1696)